# Rivolta della Mirandola del 1799
La rivolta della Mirandola del 1799 è stato un episodio delle Insorgenze antifrancesi in Italia avvenuto il 15 aprile 1799 (26 germinale dell'Anno VII secondo il calendario rivoluzionario francese) a Mirandola e nella bassa modenese, all'epoca sotto la dominazione napoleonica del Dipartimento del Panaro nella Repubblica Cisalpina.

## Contesto storico
Dopo la partenza di Napoleone per la campagna d'Egitto, in Italia furono spezzati gli equilibri e ricominciò l'attività bellica: il maresciallo Paul Kray von Krajowa con le truppe austriache riprese il Lombardo-Veneto, inclusa l'importante piazzaforte di Mantova. L'Amministrazione centrale del Panaro, che aveva sede a Modena, temendo l'imminente invasione anche della bassa modenese, divenuta ormai terra di confine, fece presidiare la piazza della Mirandola con 250 guardie nazionali del reggimento d'artiglieria cisalpina comandate dal capitano Frattocchio, a cui si aggiunsero 150 guardie civiche e un centinaio di volontari mirandolesi. Poco dopo giunse da Modena un'altra compagnia di artiglieria.
Nel frattempo, sebbene le truppe imperiali non si affrettassero per un attacco verso Modena, nella bassa mantovana si rafforzarono i sostenitori filoaustriaci: molti cittadini, contadini ed artigiani di San Benedetto Po, Gonzaga, Moglia, Quistello e Poggio Rusco si armarono di forconi, badili e qualche fucile per "difendere la propria libertà" minacciate dai francesi e dai giacobini. A capo di questi volontari vi fu l'avvocato Tommaso Roberti (o Ruberti) di Quistello, di ideali conservatori.

## Conflitto

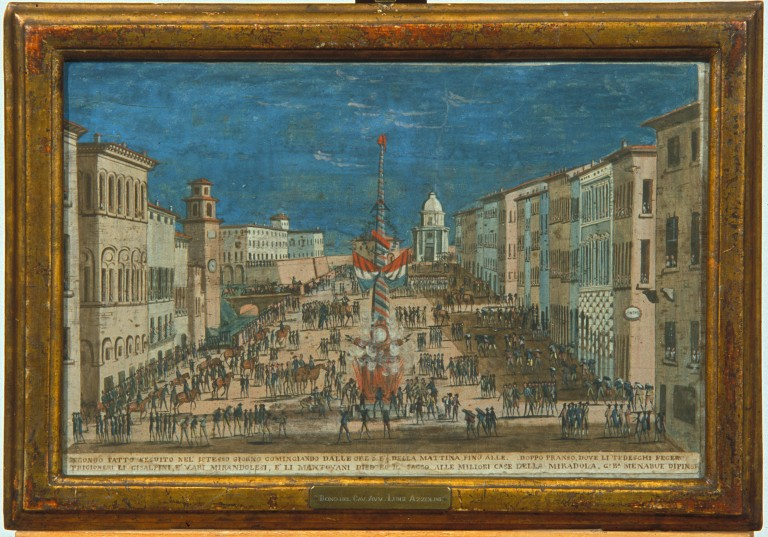
Conflitto avvenuto nella piazza di Mirandola nel 1799

Il 9 aprile 1799 circa 2000 contadini mantovani, guidati dall'avvocato Roberti e dai fratelli Carlo e Giovanni Borchetta di Poggio Rusco, passarono il fiume Secchia e presero Concordia sulla Secchia senza resistenza, abbattendo l'albero della libertà ed esponendo le insegne imperiali sul palazzo municipale.
Il 13 aprile vennero fatte suonare le campane della chiesa dei Santi Filippo e Giacomo Apostoli di San Giacomo Roncole. Il giorno seguente, i repubblicani assalirono le case del borgo e la canonica di don Francesco Razzaboni, che venne arrestato e portato alla Mirandola. Appena giunta la notizia del saccheggio, l'avvocato Ruberti partì da Concordia all'assedio della Mirandola con numerose persone giunte dai paesi vicini.
Il 15 aprile l'esercito civico mantovano, composto da circa 3 000 paesani guidati dall'avvocato Roberti con Giambattista Comi di Concordia, con il supporto di 80 cavalieri e 100 soldati distaccati dall'accampamento di Ostiglia del generale austriaco Johann von Klenau, giunsero alla Mirandola, cogliendo di sorpresa i 237 uomini della guarnigione francese, che venne disarmata. Il capitano Frattocchio, il commissario governativo Pietro Stecchini di Bassano e l'ufficiale della Guardia nazionale di Modena Ercole Cavallini furono arrestati, 42 soldati furono dichiarati prigionieri di guerra e spediti verso Poggio Rusco ed Ostiglia, mentre i restanti vennero liberati dopo essere stati puniti con 25 bastonate ognuno. Eliminati tutti i simboli rivoluzionari, la Mirandola rimase occupata dai mantovani fino al 27 aprile. In seguito si instaurò un'amministrazione provvisoria austriaca che rimase in carica per circa un anno, fino al ritorno dei francesi avvenuto il 19-20 giugno 1800.

## Conseguenze
Il 18 aprile fu istituita la Deputazione Provvisoria della Mirandola, presieduta da Domenico Personali. Dopo essere stata abbandonata dai tedeschi, il 25 e 26 aprile (5-6 fiorile) i francesi guidati dal generale Charles Antoine Liébault, appoggiato dall'Armée du Sud del generale Joseph Hélie Désiré Perruquet de Montrichard che ritornava verso la Francia, ripresero la Mirandola per poche ore; tre giorni dopo, alla loro dipartita, ritornarono gli austriaci che tennero il governo della città per circa un anno.
Il 12 giugno 1799, durante la battaglia di Modena, il generale francese Jacques Macdonald sconfisse l'austriaco Federico Hohenzollern-Hechingen, che si ritirò verso la Mirandola.
Ritornato in Europa, Napoleone rovesciò il Direttorio con il colpo di Stato del 18 brumaio 1800 e ridiscese per la seconda campagna in Italia, riconquistandola con la vittoria nella battaglia di Marengo. Le soldatesche filoaustriache scapparono in fretta dalla Mirandola, sulla cui piazza ritornò l'albero della libertà. Il 25 giugno 1800 Napoleone riconquistò anche Modena, ponendo così fine alle insorgenze antifrancesi della bassa pianura modenese e mantovana.